# Igreja de Nossa Senhora da Barroquinha
A Igreja de Nossa Senhora da Barroquinha, Igreja da Barroquinha ou Espaço Cultural da Barroquinha, está localizada no Centro Histórico de Salvador (Barroquinha) em Salvador, Bahia. Foi tombado pelo SPHAN, atual IPHAN, em 1985.

## Histórico
Em 1722, Manuel Ribeiro Leitão fez a doação das terras para a construção da Capela da Confraria de Nossa Senhora da Barroquinha, sendo concluída já no ano seguinte. Seu nome deriva da baixada aonde foi edificada, que era conhecida como "barroca".
Abrigou a Irmandade do Senhor Bom Jesus dos Martírios, composta por escravos, em 1764 e também outra tradicional irmandade negra, a Irmandade de Nossa Senhora da Boa Morte. Esta integração entre brancos e negros foi importante para a evolução do sincretismo religioso baiano, ressaltando as culturas nagô-iorubá. Chegou até a funcionar um terreiro de candomblé, o primeiro terreiro de candomblé Ketu da Bahia, ao lado da igreja, no  início do século XIX.
Em 1878, a cidade passa por algumas alterações urbanas e o mirante localizado em frente à Igreja é recuado. Com isso, sua fachada ganha mais visibilidade com o vão livre deixado por este recuo.
Em 1984, a igreja foi parcialmente destruída por um incêndio. Em 1991, em pleno estado de degradação e abandono, foi desenvolvido o projeto Espaço Cultural Barroquinha pela Fundação Gregório de Mattos e em 2002, finalmente é conseguido um patrocínio com a Petrobrás para as obras de recuperação da igreja.
Em 2014, passou por uma reforma visando receber espetáculos de pequeno e médio porte e exposições, com capacidade para 135 expectadores.

## Arquitetura
A Igreja de Nossa Senhora da Barroquinha tinha uma planta retangular, composta de dois pavimentos com corredores laterais, nave central e tribunas, arquitetura muito comum das igrejas matrizes e de irmandade do início do século XVIII na Bahia.
Seu primeiro pavimento possuía duas capelas simétricas, nave coberta por abóbodas de berço em tijolo e uma capela-mor. No segundo pavimento ficavam o coro e as tribunas. Após o incêndio, estes pavimentos foram destruídos com o desabamento da igreja. Restaram apenas a sua fachada, algumas paredes e o sino da torre direita.
Em sua fachada principal encontram-se características do estilo rococó e em 1812 sofreu algumas intervenções, como a inclusão de janelas em arco pleno na parte do coro. Suas duas torres com topo piramidal são revestidas de azulejos.